# Max Llewellyn
Pour les articles homonymes, voir Llewellyn.
Pas d'image ? Cliquez ici

a Compétitions nationales et continentales officielles uniquement.

b Matchs officiels uniquement.
Dernière mise à jour le 7 janvier 2024.
Max Llewellyn, né le 13 janvier 1999 à Kingston upon Thames (Angleterre), est un joueur international gallois de rugby à XV qui évolue avec Gloucester Rugby aux postes de centre et d'ailier.

## Biographie
Né en Angleterre, Max est le fils de l'international gallois Gareth Llewellyn.
Après avoir réalise tout son début de carrière avec Cardiff Rugby depuis 2017, il est annoncé, en mars 2023, qu'il rejoint le club anglais de Gloucester Rugby à partir de la saison 2023-2024.
Deux mois plus tard, le sélectionneur gallois, Warren Gatland, le nomme dans une pré-liste de 54 joueurs de la sélection galloise pour préparer la Coupe du monde 2023. Il obtient sa première cape internationale début août 2023 après avoir été titularisé face à l'Angleterre.
Pendant la saison 2023-2024, il participe à la finale de la coupe d'Angleterre gagnée 23-13 contre les Leicester Tigers. Gloucester remporte alors son premier trophée depuis neuf ans.